# Щуренко, Владимир Кириллович
Владимир Кириллович Щуренко (13 марта 1927, Дорогинка, Белоцерковский округ — 11 февраля 2009, Астрахань) — советский передовик рыбной отрасли, капитан-директор рыболовного морозильного суда «Каспий» Астраханской базы морского лова Министерства рыбного хозяйства СССР. Депутат Верховного Совета СССР 7-го созыва. Герой Социалистического Труда (1971).

## Биография
Родился 13 марта 1927 года в селе Дорогинка Фастовского района Киевской области в украинской крестьянской семье.
С 1944 года в возрасте семнадцати лет, В. К. Щуренко был призван в ряды Рабоче-Крестьянской Красной армии и направлен в действующую армию на фронт. Участник Великой Отечественной войны в составе 38-го гвардейского противотанкового артиллерийского полка. За участие в войне был награждён орденом Отечественной войны 2-й степени.
С 1955 года после увольнения из рядов Советской армии переехал в город Астрахань и начал работать помощником капитана и капитаном рыбодобывающих судов, позже был назначен — капитаном-директором рыболовного судна «Каспий» на   Астраханской базе морского лова.
7 июля 1966 года  Указом Президиума Верховного Совета СССР «за выдающиеся достижения в труде»  Владимир Кириллович Щуренко был награждён Орденом Ленина.
26 апреля 1971 года  Указом Президиума Верховного Совета СССР «за выдающиеся успехи, достигнутые в выполнении заданий пятилетнего плана по развитию рыбного хозяйства»  Владимир Кириллович Щуренко был удостоен звания Героя Социалистического Труда с вручением Ордена Ленина и золотой медали «Серп и Молот».
С 1972 по 1982 годы В. К. Щуренко был капитаном-наставником Астраханской базе морского лова и руководителем группы советских специалистов в Иране. С 1982 по 1986 годы исполнял обязанности руководителя Каспийского мореходного училища. 
С 1987 года вышел на заслуженный отдых. С 1994 по 2004 годы в течение десяти лет, В. К. Щуренко работал — капитаном-наставником, начальником службы безопасности мореплавания ОГУП РДОМС «Волга».
Помимо основной деятельности занимался общественно-политической работой: с 1966 по 1970 годы избирался депутатом Верховного Совета СССР 7-го созыва и  в 1971 году был делегатом XXIV съезда КПСС.
Скончался 11 февраля 2009 года в Астрахани.

## Награды
- Медаль «Серп и Молот» (26.04.1971)
- Два Ордена Ленина (07.07.1966; 26.04.1971)
- Орден Отечественной войны 2-й степени (11.03.1985)
- Медаль «За трудовую доблесть» (13.04.1963)
- Медаль ордена «За заслуги перед Астраханской областью» (16.03.2007)